# یخ اسپینی
یخ اسپینی مادهای با بیش از یک حالت کمینهٔ انرژی است. این ماده درجات آزادی اسپینی دارد و آهنربایی است با برهم‌کنش‌های خنثی که مانع یخ زدن کامل آن می‌شود. سیستم خنثی سیستمی است که تقارنش مانع برهم کنش‌های متقابل در آن می‌شود. چنین سیستم‌هایی در تمام حوزه‌های علوم فیزیکی و زیستی رایج هستند. در اکثر موارد این سیستم‌ها می‌توانند حالت پایهٔ نامنظم با تبهگنی ماکروسکوپی داشته باشند که شامل تعداد زیادی حالت‌های متناظر برای یک مقدار انرژی است. شاید تعریف پاولینگ از بی نظمی پروتونها در دمای پایین یخ آب اولین شناخت از این پدیده باشد.

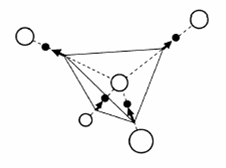
اتم هیدروژن (دایره‌های مشکی) حول اتم‌های اکسیژن (دایره‌های سفید) در یخ

 یخ‌های اسپینی خصوصیات دمای پایین، به ویژه آنتروپی پسماند که مانند یخ آب بلوری است را نشان می‌دهند. تیتانات دیسپروزیوم و تیتانات هولمیم مهم‌ترین ترکیباتی هستند که این مشخصات را دارند. آزمایش‌های اخیر شواهدی برای وجود تک قطبی‌های مغناطیسی آزاد در این مواد،به اثبات رسانده‌اند که مشابه خصوصیات تک قطبی‌های مغناطیسی فرضی موجود در خلأ است.

## تاریخچه
در سال ۱۹۳۵، لینوس پاولینگ دریافت که ساختار یخ آب درجاتی از آزادی را نشان می‌دهد که حتی در صفر مطلق هم بی نظم باقی می‌ماند؛ بنابراین انتظار می‌رود یخ آب حتی هنگام یخ زدن در دمای صفر، آنتروپی پسماند داشته باشد که به معنای بی نظمی ذاتی است. این موضوع نتیجهٔ این حقیقت است که ساختار یخ شامل اتم‌های اکسیژن با چهار اتم هیدروژن همسایه است. نزدیک هر اتم اکسیژن دو اتم هیدروژن قرار می‌گیرد (که تشکیل مولکول مرسوم H2O را می‌دهد) و دوتای دیگر در فواصل دورتر قرار می‌گیرد (اتم‌های هیدروژن مولکول‌های آب مجاور). پاولینگ نشان داد که تعداد پیکربندی‌هایی که از قاعدهٔ «حاکم بر یخ» پیروی می‌کنند، به‌طور نمایی با اندازهٔ سیستم رشد می‌کنند و بنابراین انتظار می‌رود که آنتروپی دمای صفر یخ، بزرگ باشد.

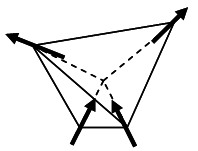
آرایش اسپین‌ها (پیکان‌های مشکی) در یخ اسپینی

یافته‌های پاولینگ توسط اندازه‌گیری‌های گرمای ویژه تأیید شد، هرچند بلورهای خالص یخ آب به سختی ایجاد می‌شوند.
یخ‌های اسپینی موادی شامل یون‌های چهاروجهی با اسپین غیرصفر هستند که باید به علت برهم کنش‌های بین یون‌های همسایه، قاعدهٔ " حاکم بر یخ اسپینی " را مشابه با یخ آب ارضا کنند؛ بنابراین مواد یخ اسپینی همان خصوصیات آنتروپی پسماند یخ آب را نشان می‌دهند. هرچند بسته به مادهٔ استفاده شده در یخ اسپینی، عموماً ایجاد بلورهای منفرد بزرگ یخ اسپینی آسان‌تر از یخ آب است. به علاوه برهم کنش میدان مغناطیسی با اسپین‌ها در مادهٔ یخ اسپینی باعث می‌شود مواد یخ اسپینی برای بررسی آنتروپی پسماند خیلی بهتر از یخ آب باشند. اولین مواد شناخته شده به عنوان یخ‌های اسپینی مولکول‌های هرمی شکل Dy2Ti2O7 (تیتانات دیسپروزیم)، Ho2Ti2O7 (تیتانات هولمیم) و Ho2Sn2O7 (استانات هولمیم) بودند. اخیراً شواهد قانع کننده‌ای گزارش شده که نشان می‌دهد
Dy2Sn2O7 (استانات دیسپروزیم) هم یخ اسپینی است. مواد یخ اسپینی با بی نظمی یون‌های مغناطیسی توصیف می‌شوند، حتی وقتی یون‌های یاد شده در دماهای خیلی پایین باشند.

## تک قطبی‌های مغناطیسی
میلهٔ آهنربا دو قطب شمال و جنوب دارد که با نصف کردن آن، دو تک قطب ایجاد نمی‌شود بلکه در هر نیمه، دو قطب جدید ایجاد می‌شود. تک قطبی‌های مغناطیسی ذرات فرضی هستند که توسط فیزیکدانان پیشنهاد شده‌اند. این ذرات حامل یک قطب مغناطیسی هستند که یا قطب جنوب مغناطیسی است یا قطب شمال. در جهان مادی، این موضوع کاملاً خارق‌العاده است چرا که ذرات مغناطیسی معمولاً به صورت دو قطبی مشاهده می‌شوند. طرح‌های اخیر پیشنهاد می‌کنند که پیچیدگی‌های موجود در تنظیم اسپین آهنرباهای اکسید خاص می‌تواند تک قطبی‌های مغناطیسی مؤثر جدا از هم ایجاد کند. این مواد یخ‌های اسپینی نام دارند زیرا جهت‌گیری پایین‌ترین انرژی اسپین‌های مغناطیسی تقریباً از پایدارترین آرایش پروتونها در یخ آب پیروی می‌کند.

## یخ‌های اسپینی و تک قطبی‌های مغناطیسی
یخ‌های اسپینی از لحاظ هندسی سیستم‌های مغناطیسی خنثی هستند. خنثی سازی معمولاً مربوط به آرایش چهار وجهی گشتاورهای مغناطیسی جفت شده با برهم کنش‌های تبادلی فرو مغناطیسی و آرایش مثلثی گشتاورهای مغناطیسی جفت شده با برهم کنش‌های تبادلی پاد فرو مغناطیسی است. از این رو یخ‌های اسپینی با آرایش چهار وجهی، سیستم‌های فرومغناطیسی خنثی هستند. دلیل برهم کنش‌های فرومغناطیسی خنثی در یخ‌های اسپینی، خاصیت موضعی میدان کریستالی قوی است که گشتاورهای مغناطیسی را وادار به جهت‌گیری به سمت داخل یا خارج چهاروجهی می‌کند. در واقع چیزی که باعث خنثی سازی و جهت‌گیری‌های اسپینی متقابل و پدیده‌شناسی یخ اسپینی می‌شود، جفت شدگی تبادلی نزدیک‌ترین همسایه نیست بلکه برهم کنش دو قطبی مغناطیسی بلندبرد است.
در سپتامبر ۲۰۰۹ محققان شبه ذراتی مشابه تک قطبی‌ها مشاهده کردند. آن‌ها آزمایش پراکندگی نوترون از تک بلور تیتانات دیسپروزیم که دارای شبکهٔ هرمی شکل است، در رآکتور تحقیقاتی برلین انجام دادند. با استفاده از پراکندگی نوترون، گشتاورهای مغناطیسی در یخ اسپینی به صورت مجموعهٔ لوله‌ای مانند، شبیه ریسمان‌های دیراک جهت‌گیری می‌کنند که از میان آن‌ها شار مغناطیسی عبور می‌کند. این لوله‌ها در محدودهٔ دمایی ۰٫۶ تا ۲ درجهٔ کلوین به علت برهم کنش با نوترون‌ها که خود دارای گشتاور مغناطیسی هستند، قابل رؤیت می‌شوند. محققان توانستند چگالی و جهت‌گیری این ریسمان‌ها را با استفاده از میدان مغناطیسی اعمال شده کنترل کنند. در شکل ناقص انتهای هر لوله، میدان مغناطیسی شبیه میدان مربوط به تک قطبی است. می‌توان با کاهش چگالی ریسمان‌ها تفکیک تک قطبی را بهبود بخشید. هم چنین سهم ظرفیت گرمایی سیستم، از گاز مؤثر این شبه ذرات توصیف می‌شود.بار مؤثر تک قطبی مغناطیسی در یخ اسپینی به صورت ۵μB.A-1 اندازه‌گیری شده‌است (مگنتون بوهر بر آنگستروم) که برابر با مقدار پیش‌بینی شده توسط نطریهٔ میکروسکوپیکی یخ اسپینی است. اندازه‌گیری‌های بار و جریان مغناطیسی، نمونه ای از تقارن کامل الکتریسیته و مغناطیس را به نمایش می‌گذارد.